# 肯普峰
肯普峰是南極洲的山峰，位於肯普地，處於史蒂芬森灣東南面，海拔高度340米，在1930年1月由英國探險隊發現，以英國海洋生物學家命名。
67°26′S 59°24′E / 67.433°S 59.400°E